# Halsbandschnäpper

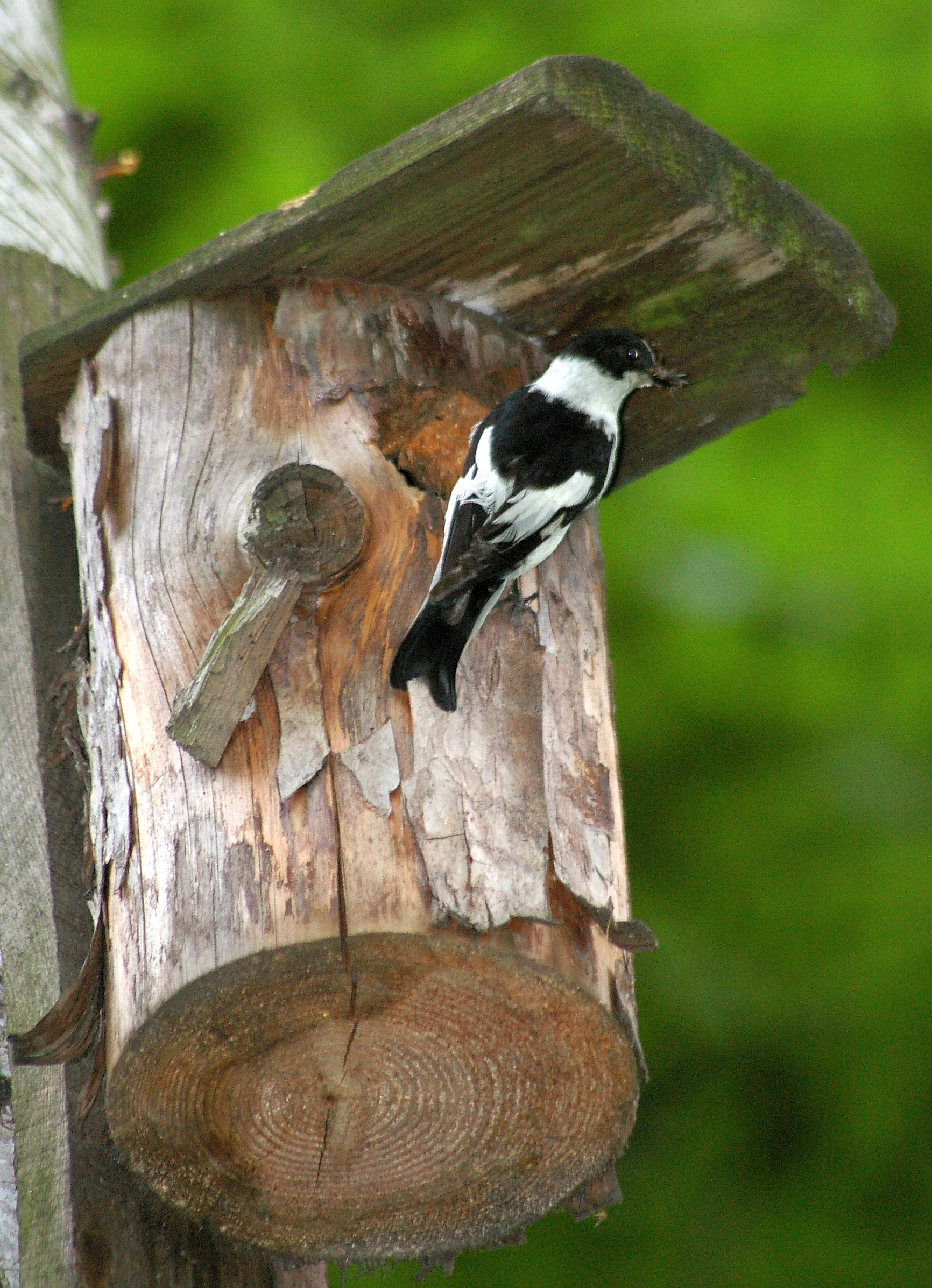

Der Halsbandschnäpper (Ficedula albicollis) ist eine Vogelart aus der Familie der Fliegenschnäpper. Er ist ein Charaktervogel insbesondere der Streuobstwiesen.

## Merkmale
Der Halsbandschnäpper ist klein und kompakt gebaut. Sein Kopf ist relativ groß und trägt einen kurzen, dünnen Schnabel, der leicht nach unten und nicht leicht aufwärts gebogen ist wie beim Trauerschnäpper. Die Flügel sind breit und zugespitzt, der Schwanz ist lang, dünn und fächerförmig. Männchen sind auffällig schwarz und weiß gemustert. Der Kopf und das Gesicht sind schwarz gefärbt, eine Ausnahme ist der große, weiße Stirnfleck und die Kehle. Auch der obere Teil des Rückens, die Armschwingen, der Daumenfittich und die Handschwingen sind schwarz. Über die Armschwingen zieht sich ein breites, weißes Band. Die Schwanzoberseite ist ebenfalls schwarz, der Rest des Körpers ist weiß gefärbt. 
Weibchen haben ein graubraunes Gesicht und keinen Stirnfleck wie die Männchen, auch ihr Rücken und die Schulterfedern sind grau. Der Nacken ist hellgrau und auch das beim männlichen Vogel weiße Band auf dem Rücken ist dunkler. Die Handschwingen, der Daumenfittich und die äußersten Armschwingen sind schwarzbraun, das weiße Band auf diesen fällt nicht so groß aus. Ein heller Lidring zieht sich um die Augen. Im Schlicht- und Jugendkleid sind die Vögel noch weniger kontrastreich gefärbt, beziehungsweise die Flügel sind bräunlicher. Sie ähneln damit anderen Vögel der Gattung Schnäpper sehr, besonders dem Trauerschnäpper. 
Von den schiefergrauen Beinen sind nur die Füße zu sehen, die je eine nach hinten und drei nach vorne weisende, bekrallte Zehe besitzen. Der Schnabel und die großen Augen sind schwarzgrau. Der Halsbandschnäpper erreicht eine Körperlänge von 13 Zentimetern.

## Lebensweise
Der Halsbandschnäpper jagt überwiegend Insekten in der Luft, sucht aber auch auf dem Boden, besonders in Laub, nach Larven, Spinnen und anderen Wirbellosen. Seltener frisst er Beeren. Er singt langsam mit gepressten Tönen trüh ziit tru sidi, ein typischer Ruf ist ein langgezogenes iip.
Der Halsbandschnäpper bevorzugt Laubwälder und Parks mit altem Baumbestand, Friedhöfe und Streuobstflächen. Er nistet in Baumhöhlen und nimmt auch künstliche Nisthilfen an. Die Brut findet in der Zeit von Mai bis Juli statt.

## Lebensraum, Verbreitung und Bestand

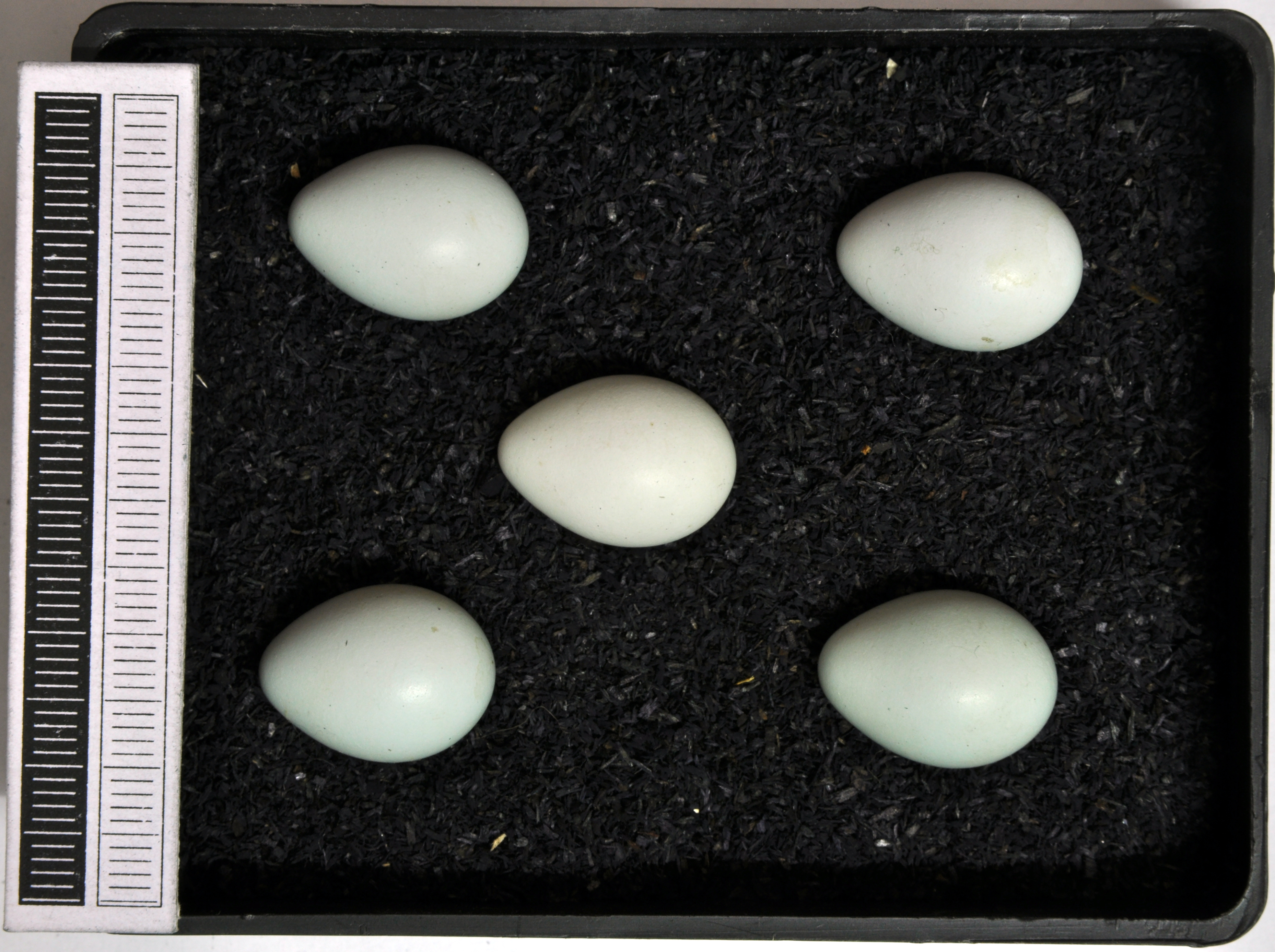
Gelege (Sammlung Museum Wiesbaden)

Der Halsbandschnäpper kommt in Laubwäldern, Parks und Gärten im östlichen Europa und im nördlichen Asien vor. Dort gibt es ihn in Nordwestitalien, Süditalien, Süddeutschland, in der Schweiz, Schweden, Österreich, Tschechien, in Osteuropa, im baltischen Teil Russlands, in Lettland, in der Ukraine und in Westfrankreich. In Asien kommt er in Südrussland, Kasachstan und in Aserbaidschan vor. Als Brutvogel fehlt der Halsbandschnäpper im nördlichen Deutschland völlig. Von August bis September zieht der Schnäpper in das zentrale und südliche Afrika, um im Mai wieder in seinen Brutgebieten anzukommen.
Sein Bestand im Verbreitungsgebiet gilt mit einer Größe von 1.400.000 bis 2.400.000 Exemplaren als gesichert. In den letzten Jahrzehnten gab es einen deutlichen Anstieg der Populationen.
Die größten Populationen liegen in Rumänien und in der Ukraine und umfassen etwa 600.000 Vögel.
Der deutsche Brutbestand wird für die Jahre 2005 bis 2009 auf 3.000 bis 6.000 Brutpaare geschätzt. In der Roten Liste der Brutvögel Deutschlands von 2015 wird die Art in der Kategorie 3 als gefährdet geführt.

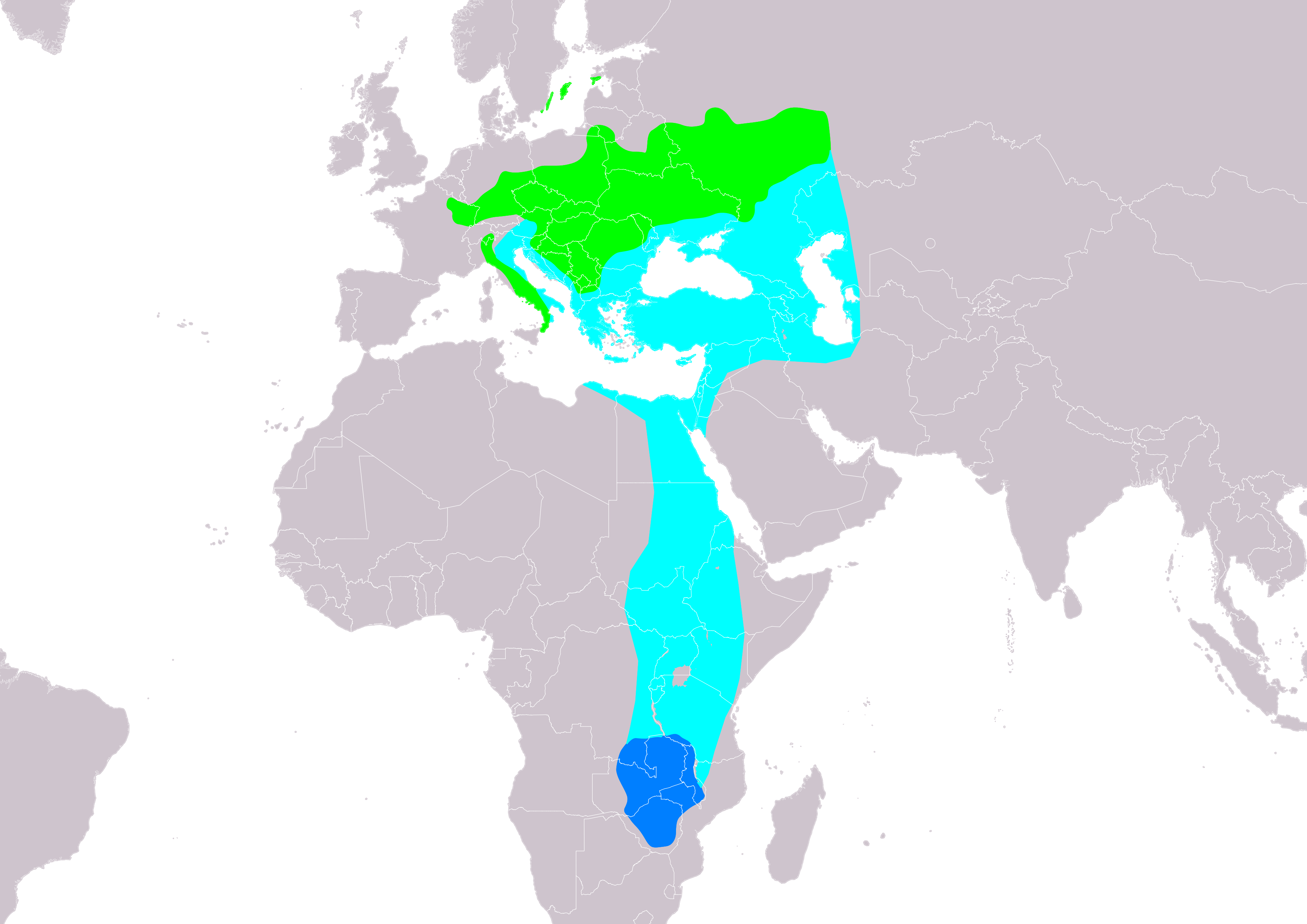
Verbreitung des Halsbandschnäppers:
Brutgebiete
Migration
Überwinterungsgebiete